# Ilarione da Bergamo

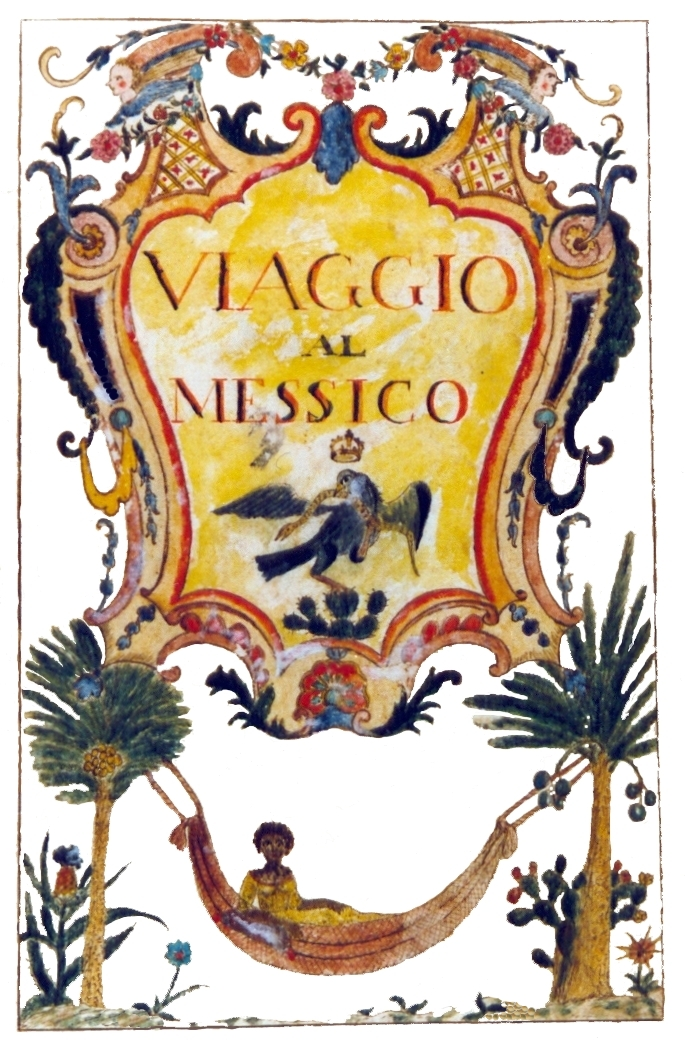
Frontispicio del manuscrito de Hilarión de Bérgamo en su libro Viaje a México, de 1770

Ilarione da Bergamo conocido en español como Hilarión de Bérgamo (Bérgamo, Italia hacia 1727- Bérgamo, Italia, 13 de octubre de 1778) fue un fraile capuchino que viajó a la Nueva España (México) en el siglo XVIII y escribió una crónica de su viaje y estancia en México, dando a conocer a sus correligionarios, las costumbres, tradiciones y modos de pensar de los habitantes, así como algunas de las plantas, frutos y flores, las cuales ilustró profusamente en su libro manuscrito, que para los bergamascos eran desconocidos.

## Biografía
A los 20 años hizo su profesión como hermano lego dentro de la Orden de los Hermanos Menores Capuchinos en el convento de Sóvere, Bérgamo. En el año de 1761, pidió ser inscrito en el libro de los postulantes para las misiones; Originalmente sus superiores lo habían destinado a la misión del Tíbet pero, por la muerte de otro capuchino, le cambiaron el destino enviándolo a México como limosnero de la Congregación de Propaganda Fide para fondear, con lo recabado por él, la misión capuchina en el Tíbet; que partió para ese destino el 8 de julio de 1761; que regresó a su ciudad natal el 5 de octubre de 1768; que vivió desde entonces en el convento de Bérgamo, y que ahí murió el 13 de octubre de 1778, a los 51 años.

## Su obra: El viaje a México

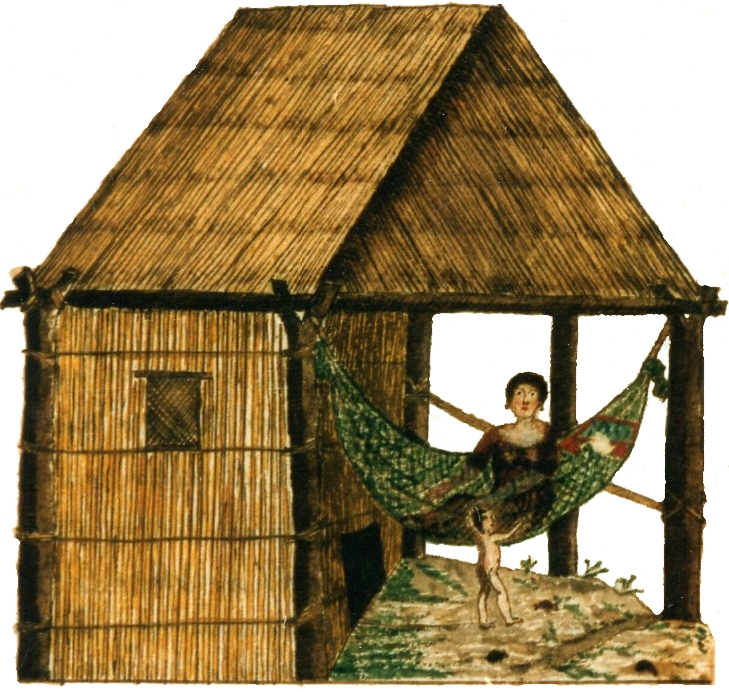
Casa de indios
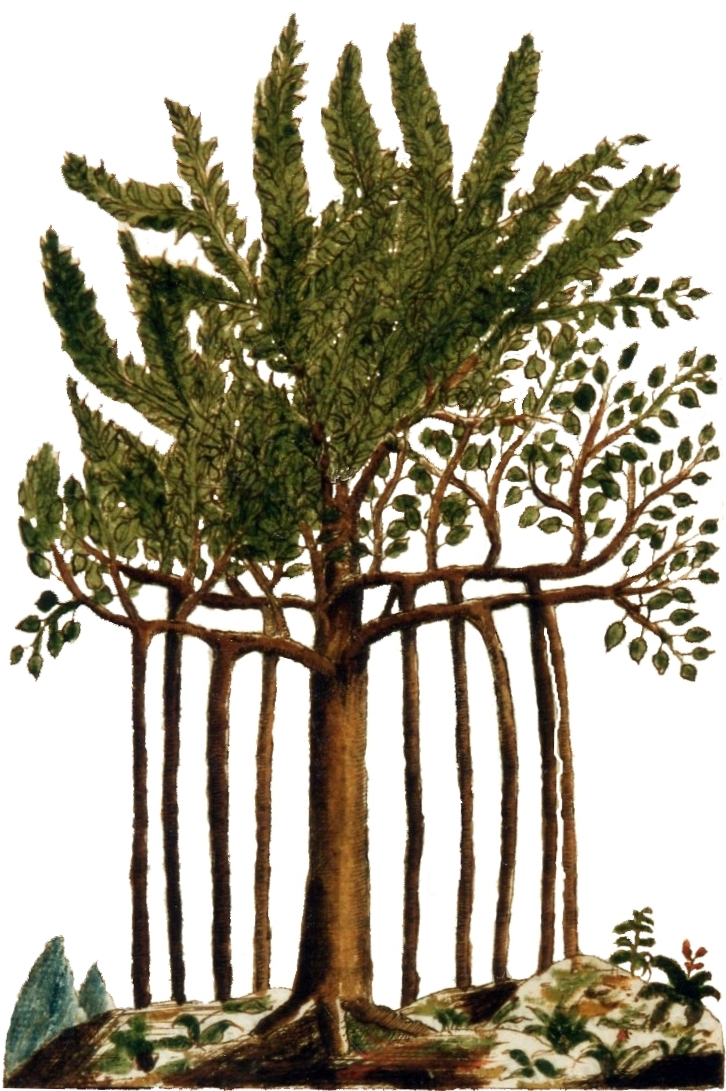
Mangle